# غابريس
غابريس (بالإنجليزية: Gäbris)‏ هو أحد جبال سلسلة جبال الألب أبينزيل ويقع في كانتون أبينزيل أوسيرهودن في سويسرا. يحتل المرتبة رقم 429 في قائمة جبال سويسرا من حيث الارتفاع، إذ يبلغ ارتفاعه حوالي 1251 متر، بينما يبلغ ارتفاع نتوء الجبل 367 متر.